# 나리와촌
나리와촌(成羽村)은 오카야마현 가와카미군에 설치되었던 촌이다. 현재의 다카하시시의 일부에 해당한다.

## 역사
- 1889년 6월 1일 - 정촌제 시행에 의해 고지마군 나리와촌이 성립하였다.
- 1906년 4월 1일 - 나리와정과 합병해 새로운 나리와정이 신설하여 폐지되었다.

## 참고문헌
- 角川日本地名大辞典 33 岡山県
- 『市町村名変遷辞典』東京堂出版、1990年。